# Osola (stacja kolejowa)
Osola – stacja kolejowa w Osoli, w województwie dolnośląskim, w Polsce.
Do roku 2013 stacja dysponowała przedwojennym budynkiem, w którym znajdowała się kasa biletowa oraz poczekalnia.

## Ruch pasażerski
| Rok  | Wymiana pasażerska na dobę |
| ---- | -------------------------- |
| 2017 | 500-699                    |
| 2022 | 500-699                    |

## Połączenia
- Toruń Główny
- Poznań Główny
- Rawicz
- Wrocław Główny
- Gniezno
- Jelenia Góra
- Leszno